# Chardin (entreprise)
Pour les articles homonymes, voir Chardin.
Chardin, entreprise fondée en 1995, était spécialisée dans les outils de communication à distance, de visioconférence et de streaming. L'entre est désormais radiée.

## Histoire
- Fondée en 1995, pour des prestations audiovisuelles.
- À partir de 1995, Chardin est choisi par de nombreuses émissions de télévision (Téléthon, Passage de l'an 2000, la soirée de l’Étrange, Qui veut gagner des millions ?, ...)
- En 2000, Chardin est choisi par France Telecom pour l'événementiel visioconférence.
- En 2005, Chardin met à la disposition de ses clients une plate-forme IP-Numeris et un service d'audioconférence.
- En 2006, Chardin met en place un service de streaming pour ses clients.
- En 2008, Chardin choisit Vidyo pour mettre en place un service de téléprésence en mode SAAS, disponible en France.
- En 2010, Chardin acquiert une passerelle qui permet à ses clients équipés de systèmes Vidyo de pouvoir se connecter avec n'importe autre quel système IP-Numeris.
- En janvier 2011, Chardin intègre un chat sur Vidyo et propose une application Vidyo pour Smartphones et tablettes numériques.
- En février 2011, Chardin ouvre une filiale à Montpellier.

## Métier
Elle fournit des solutions de communication à distance. Au XXIe siècle, la communication à distance reste l'un des meilleurs moyens pour pallier les problèmes d'environnement, de coût, ou tout simplement de disponibilité[réf. nécessaire].

## Organisation
Chardin a son siège social à Paris, une filiale à Montpellier, un réseau national et, ainsi, européen.